# بردگان نیویورک
بردگان نیویورک (به انگلیسی: Slaves of New York) فیلمی محصول سال ۱۹۸۹ و به کارگردانی جیمز آیووری است. در این فیلم بازیگرانی همچون برنادت پیترز، کریس ساراندون، مری بت هرت، مدلن پاتر، جسو گارسیا، جو لوی، مرسدس روئل، آنا کاتارینا، استیو بوشمی و استنلی توچی ایفای نقش کرده‌اند.